# Werk der Glaubensverbreitung
Das Päpstliche Werk der Glaubensverbreitung ist ein Missionswerk der Päpstlichen Missionswerke der katholischen Kirche.

## Geschichte
Die Grundidee geht auf Pauline Marie Jaricot zurück, die 1819 in Lyon einen nationalen Missionsverein gründete, der am 3. Mai 1822 zum international ausgerichteten „Werk der Glaubensverbreitung“ (franz. Société pour la Propagation de la foi) wurde. Die Mitglieder verpflichteten sich, täglich ein Gebet zu verrichten und wöchentlich einen Sou zu spenden. Der Verein breitete sich rasch in Savoyen, Piemont, in der Schweiz (1827), in den Niederlanden (1830) und in anderen Ländern aus. Der Verein erhielt am 15. August 1840 die päpstliche Bestätigung und wurde von den Päpsten immer wieder empfohlen.
Da der Verein nur von Franzosen geleitet wurde, bildeten sich in den einzelnen Ländern unabhängige nationale Organisationen. In Österreich wurde 1829 die Leopoldinenstiftung errichtet. In Deutschland entstanden 1834 der Franziskus-Xaverius-Missionsverein und 1839 der Ludwig-Missionsverein, die 1922 in das „Päpstliche Werk der Glaubensverbreitung“ eingegliedert wurden und heute als missio – Internationales Katholisches Missionswerk firmieren.
Am 3. Mai 1922 verlegte Papst Pius XI. die Zentrale von Lyon nach Rom und gab dem Verein den Namen Opus Pontificium a propagatione fidei („Päpstliches Werk der Glaubensverbreitung“).
Präsident ist der Sekretär des Dikasteriums für die Evangelisierung.
Papst Benedikt XVI. bestellte 2008 Timoteo Lehane SVD (* 1955) zum Generalsekretär des „Päpstlichen Werkes für die Glaubensverbreitung“ (Propaganda Fides).

## Aufgaben
- Unter den Gläubigen in erster Linie das Gebet und das Opfer für die Mission zu fördern
- Missionarische Bewusstseinsbildung
- Partizipation an der Mission durch Information, moralische und materielle Solidarität
- Austausch des apostolischen Personals
- Förderung missionarischer Berufungen
- Vermittlung der Soziallehre an Jugendliche
- Monat der Weltmission und Sonntag der Weltmission